# Елеонор Бордман
Елеонор Бордман (англ. Eleanor Boardman; 19 серпня 1898 — 12 січня 1991) — американська акторка, популярна в епоху німого кіно. Власниця зірки на Голлівудській алеї слави.

## Біографія
Елеонор Бордман народилася у Філадельфії 19 серпня 1898 року. 
Її кінокар'єра почалася в 1922 році і за досить короткий термін вона досягла великих успіхів і любов аудиторії. У тому ж році вона була названа кінокомпанією «Goldwyn Pictures» «Новим обличчям року», а потім уклала з нею контракт. Після кількох другорядних ролей вона з'явилася як провідна акторка в картині «Душі на продаж». Зростання її популярності привело до включення акторки в список WAMPAS Baby Stars в 1923 році. За роки своєї кар'єри Бордман з'явилася у понад 30 фільмах, а найвищого успіху і визнання домоглася в 1926 році після виходу на екрани картини Кінга Відора «Натовп».
Двома роками раніше Бордман одружилася з Відором і народила двох доньок.
З появою звукового кіно Бордман, як і більшість акторів німої епохи, не змогла адаптуватися до нововведення і в 1935 році, пішовши у відставку, покинула Голлівуд. Після цього Бордман тільки раз можна було побачити на екранах — у інтерв'ю для документального фільму «Голлівуд» в 1980 році.
У 1940 році Елеонор Бордман одружилася з Гаррі д'Аббаді д'Аррастом, з яким залишалась до його смерті в 1968 році. 
Померла 12 грудня 1991 року померла в Санта-Барбарі у віці 93 років. 
За свій внесок у кіно вона удостоєна зірки на Голлівудській алеї слави.

## Фільмографія
- 1923 — Продажні душі / Souls for Sale — Ремембер Стеддон
- 1923 — Три мудрих дурня / Three Wise Fools — Рена Фейрчілд / Сідні Фейрчілд
- 1924 — Точний як сталь / True As Steel — Етель Перрі
- 1924 — Грішники в шовках / Sinners in Silk — Пенелопа Стівенс
- 1924 — Так це шлюб? / So This Is Marriage? — Бет Марш
- 1924 — Дружина кентавра / The Wife of the Centaur — Джоан Конверс
- 1925 — Горда плоть / Proud Flesh — Фернанда
- 1925 — Коло / The Circle — Елізабет Чейні
- 1925 — Єдиний / The Only Thing — Тіра, принцеса Свендборга
- 1926 — Барделіс Прекрасний / Bardelys the Magnificent — Роксалін де Леведен
- 1926 — Скажіть це морпіхам / Tell It to the Marines — Норма Дейл
- 1928 — Натовп / The Crowd — Мері
- 1928 — Люди мистецтва / Show People — камео